# Carl Sparre (1648–1716)
Carl Axelsson Sparre, född 16 januari 1648 i Stockholm, död oktober 1716 på Moholm, Mo socken, Skaraborgs län, var en svensk friherre, kammarherre, målare och tecknare.

## Biografi
Carl Sparre var son till överståthållaren Axel Carlsson Sparre och grevinnan Margareta Oxenstierna af Korsholm och Wasa och från 1673 gift med Beata Elisabet Falkenberg af Trystorp och från 1690 med hovjungfrun friherrinnan Anna Ebba Horn av Marienborg samt far till Axel, Fredrik Henrik och Conrad Sparre samt bror till Beata Sparre, Gustaf Adolph Sparre, Axel Sparre samt halvbror till Erik Sparre af Sundby samt farfar till Carl Sparre och Fredrik Sparre. Han blev kammarherre hos änkedrottning Hedvig Eleonora 1670. Sparre var en framstående och duktig amatörmålare och har efterlämnat ett antal målningar och teckningar. Bland hans arbeten märks en tuschteckning från Medevi brunn där han tecknade av Brunnsparken med det sirliga hovlivet och de spensliga lövträden. Samma eleganta manieristiska dekorativa stil finner man i en liten oljemålning där Torpa stenhus ses spegla sig i Åsundens vatten. Hans konst består av landskapsskildringar och utsikter. Sparre är representerad vid Gripsholm och Nationalmuseum i Stockholm. 

### Egendom
Carl Sparre innehade Moholms gård i Västergötland och är begraven i Hjälstads kyrka.

### Familj
Carl Sparre var från 1673 gift med Beata Falkenberg af Trystorp (1649–1689). I detta äktenskap föddes bland annat barnen:
- Axel Sparre militär i fransk tjänst
- Carl Sparre (1676–1754), gift med Märta Margareta Bonde, ägare till Göksholms slott
- Conrad Sparre (1680–1744), överste
- Margareta Sparre (1682–1728), gift med Carl Breitholtz och Fredrik Vilhelm von Möller, ägare till Margreteholm
- Anna Christina Sparre (1683–1759), gift med Anton Adolf af Wasaborg

Carl Sparre var från 1690 gift med Anna Ebba Horn af Marienborg. I detta äktenskap föddes bland annat barnen:
- Fredrik Henrik Sparre (1691–1764), landshövding
- Knut (född 1692) och Johan Sparre (född 1694) som både dog vid Fredrikshald under Karl XII:s norska fälttåg